# 內藤清長
內藤清長（1501年—1564年9月17日），日本戰國時代的武將。父親是內藤義清。通稱彌次右衛門。
三河內藤氏自稱是藤原秀鄉或藤原道長的末裔內藤氏的一支，不過有具體事跡記載的是在義清一代。

## 生平

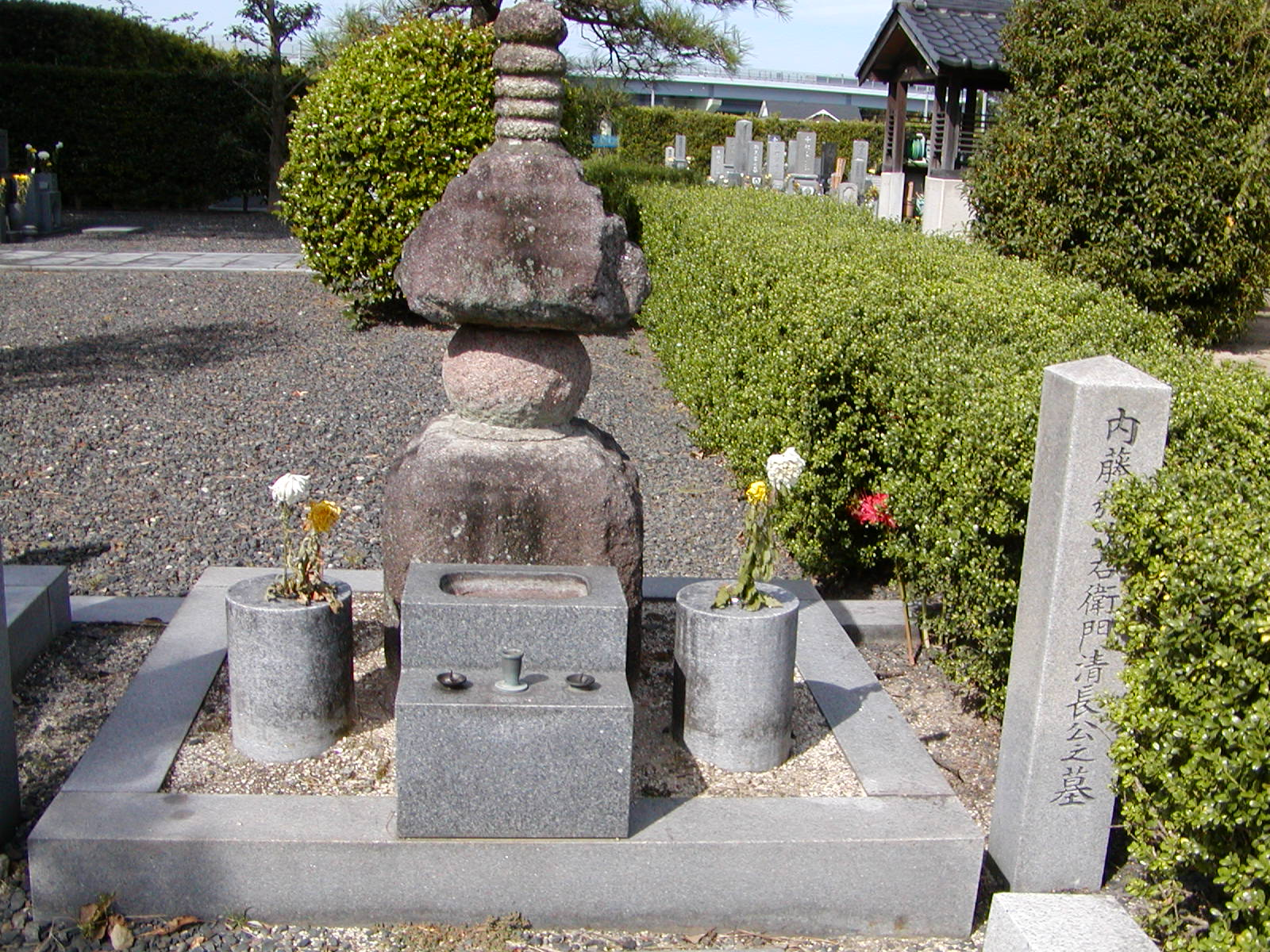
愛知縣豐田市隣松寺的內藤清長墓

在文龜元年（1501年）出生。仕於松平清康、廣忠。天文11年（1542年），在織田氏進攻上野城（現今愛知縣豐田市）時，與姪兒內藤正成等一族一同防守，殺死織田軍數十人（『寬政重修諸家譜』）。永祿6年（1563年），在三河一向一揆爆發時，背離主家並加入一揆軍，戰敗後，在荻城蟄居，並於該地死去（愛知縣額田郡幸田町的荻城跡碑文）；不過根據『藩翰譜』記載，是在遠江國二俣城死去；而根據『寬政重修諸家譜』記載，守備二俣城並與武田氏戰鬥，在某年8月12日於該地死去。法名幽鑑。

## 外部連結
- 武家家伝＿内藤氏 （页面存档备份，存于）